# Avventura notturna
Avventura notturna (Night Ride) è un film del 1930 diretto da John S. Robertson.
Un poliziesco che vede l'attore Edward G. Robinson in una delle sue prime interpretazioni nel ruolo a lui congeniale di gangster, con al fianco come attore comprimario Joseph Schildkraut, in uno dei suoi rari ruoli di attore protagonista.

## Trama
Il giovane reporter Joe Rooker è appena stato assunto nel giornale di una grande città americana e si è appena sposato con la bella Ruth. Il suo primo incarico è indagare su un duplice omicidio avvenuto durante una rapina. Durante l'inchiesta, il reporter scopre in base ad alcune tracce sottovalutate dalla polizia, che l'autore del delitto è probabilmente il gangster Tony Garotta con la sua banda. Dopo aver pubblicato l'articolo in cui accusa Garotta, Rooker viene rapito dal gangster e dalla banda insieme al suo fido fotografo Bob. I due vengono costretti a salire su un'auto e poi su di un motoscafo. Mentre vengono condotti fuori città per essere gettati in un fiume, Rooker viene informato che i gangster hanno incendiato la sua casa dove probabilmente sia sua moglie che sua suocera devono essere morte. Sarà veramente così? Il giovane reporter, deciso a scoprire la verità, riesce a liberarsi quando Garotta ed i suoi gorilla cadono vittime di una imboscata tesa dalla polizia. Una volta libero, il giornalista scopre con sollievo che la sua giovane moglie è scampata all'attentato.

## Produzione
Il film fu prodotto dall'Universal Pictures.

## Distribuzione
Distribuito dalla Universal Pictures, il film - presentato da Carl Laemmle - uscì nelle sale cinematografiche statunitensi il 12 gennaio 1930.